# Quezon (Nueva Ecija)
Quezon is een gemeente in de Filipijnse provincie Nueva Ecija op het eiland Luzon. Bij de laatste census in 2007 had de gemeente bijna 34 duizend inwoners.

## Geografie

### Bestuurlijke indeling
Quezon is onderverdeeld in de volgende 16 barangays:
| - Barangay I - Barangay II - Bertese - Doña Lucia - Dulong Bayan - Ilog Baliwag - Pulong Bahay - San Alejandro | - San Andres I - San Andres II - San Manuel - San Miguel - Santa Clara - Santa Rita - Santo Cristo - Santo Tomas Feria |

## Demografie
Quezon had bij de census van 2007 een inwoneraantal van 33.988 mensen. Dit zijn 2.268 mensen (7,2%) meer dan bij de vorige census van 2000. De gemiddelde jaarlijkse groei komt daarmee uit op 0,96%, hetgeen lager is dan het landelijk jaarlijks gemiddelde over deze periode (2,04%). Vergeleken met de census van 1995 is het aantal mensen met 4.816 (16,5%) toegenomen.

De bevolkingsdichtheid van Quezon was ten tijde van de laatste census, met 33.988 inwoners op 68,53 km², 425,7 mensen per km².